# Исланд на Светском првенству у атлетици на отвореном 2017.
Исланд је учествовао на Светском првенству у атлетици на отвореном 2017. одржаном у Лондону од 4. до 13. августа шеснаести пут, односно на свим првенствима до данас. Репрезентацију Исланда представљала су три такмичара (1 мушкарац и 2 жене) који су се такмичили у три дисциплине (1 мушка и 2 женске).,
На овом првенству такмичари Исланда нису освојили ниједну медаљу нити су постигли неки резултат.

## Учесници
| Мушкарци: - Хилмар Ерн Јејсон — Бацање кладива | Жене: - Анита Хинриксдотир — 800 м - Асдис Хјалмсдотир — Бацање копља |

## Резултати

### Мушкарци
| Атлетичар         | Дисциплина     | Лични рекорд | Квалификације | Квалификације | Полуфинале | Полуфинале | Финале               | Финале  | Детаљи |
| Атлетичар         | Дисциплина     | Лични рекорд | Резултат      | Место         | Резултат   | Место      | Резултат             | Место   | Детаљи |
| ----------------- | -------------- | ------------ | ------------- | ------------- | ---------- | ---------- | -------------------- | ------- | ------ |
| Хилмар Ерн Јејсон | Бацање кладива | 72,38        | 71,12         | 4. у гр. Б    |            |            | Није се квалификовао | 27 / 32 |        |

### Жене
| Атлетичарка        | Дисциплина   | Лични рекорд | Квалификације | Квалификације | Полуфинале            | Полуфинале            | Финале                | Финале       | Детаљи |
| Атлетичарка        | Дисциплина   | Лични рекорд | Резултат      | Место         | Резултат              | Место                 | Резултат              | Место        | Детаљи |
| ------------------ | ------------ | ------------ | ------------- | ------------- | --------------------- | --------------------- | --------------------- | ------------ | ------ |
| Анита Хинриксдотир | 800 м        | 2:00,49 НР   | 2:03,45       | 4. гр. 5      | Није се квалификовала | Није се квалификовала | Није се квалификовала | 37 / 45 (47) |        |
| Асдис Хјалмсдотир  | Бацање копља | 63,43 НР     | 56,72         | 4. у гр. Б    |                       |                       | 60,16                 | 29 / 30 (31) |        |